# Lac de Kalodíki
Le lac Kalodíki (en grec moderne : λίμνη Καλοδικίου / límni Kalodikíou) est un lac de la région de l'Épire, au nord de la Grèce. Il est situé dans le district régional de Thesprotie, à la limite de celui de Préveza, sur un plateau situé à environ 100 mètres d'altitude.

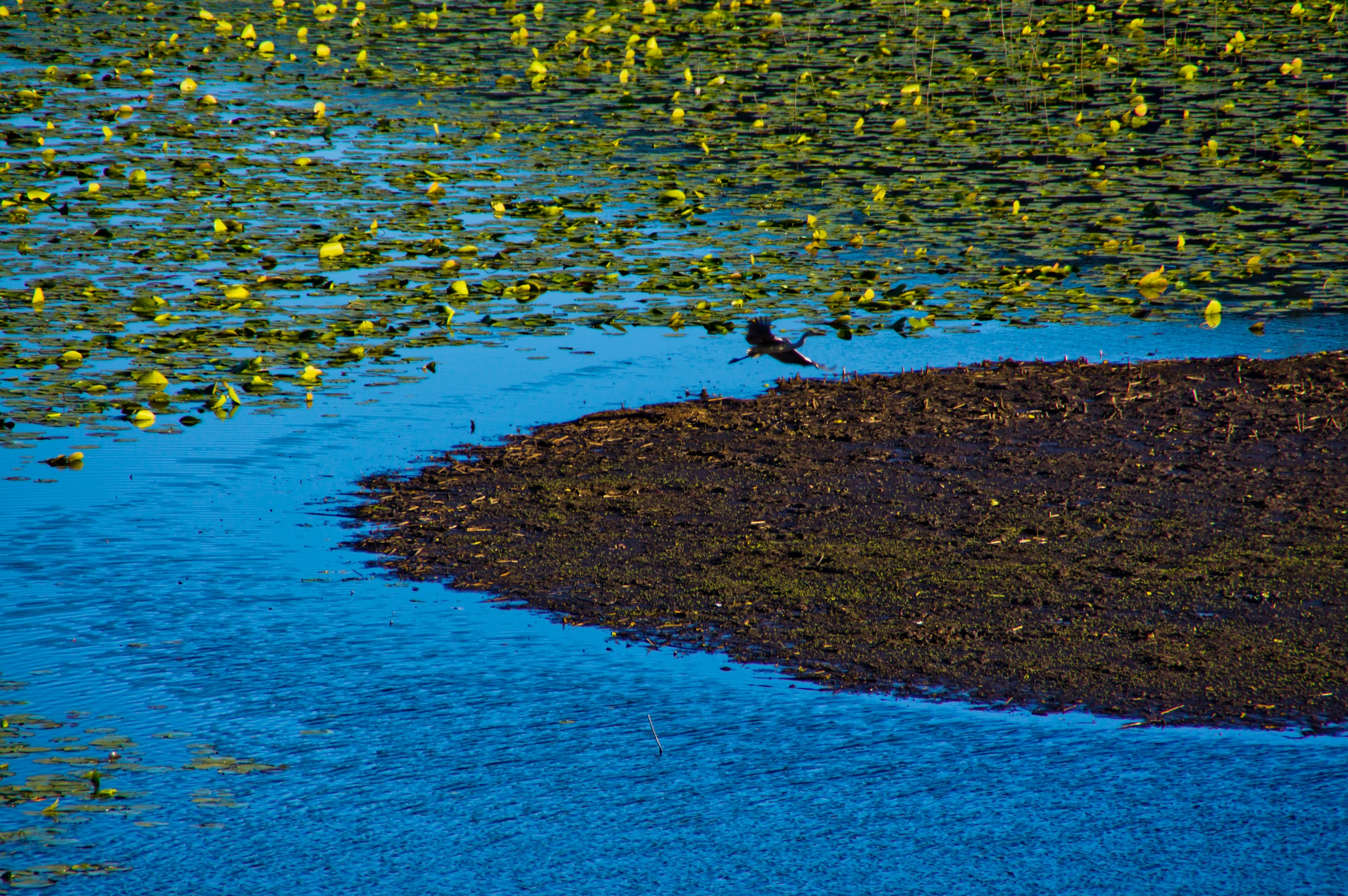
Vue du lac.